# 中国驻克罗地亚大使馆
中华人民共和国驻克罗地亚共和国大使馆，简称中国驻克罗地亚大使馆，是中华人民共和国驻克罗地亚的外交代表机构。

## 机构设置
中国驻克罗地亚大使馆设置下列机构：
- 经济商务处
- 领事部